# Abrud (rivière)
L'Abrud est une rivière de Roumanie, tributaire de l'Arieș et sous-affluent du Danube.